# (4061) Martelli
(4061) Martelli ist ein Hauptgürtelasteroid, der am 19. März 1988 von Walter Ferreri vom La-Silla-Observatorium aus entdeckt wurde.
Der Asteroid wurde nach Giuseppe Martelli, dem Vorstand der Space and Plasma Physics Group der University of Sussex von 1964 bis 1984, benannt.